# Дубий, Андрей Андреевич
Дубий Андрей Андреевич (род. 7 мая 1972, Луцк) — украинский музыкант (исполнитель на гармонике аккордеон модели «Баян»), педагог, художник-любитель, увлекается поэзией. Победитель множества Всеукраинских и Международных конкурсов и фестивалей (в номинациях: музыкальное исполнительство, авторская поэзия, графические произведения, экспериментальная живопись, изобразительное искусство). Заслуженный деятель эстрадного искусства Украины, доцент НМАУ им. П. И. Чайковского.

## Биография
В 1982 поступил в Луцкую музыкальную школу № 1 (класс баяна заслуженного работника культуры Щегельского Ф. Г.). В 1991 — с отличием окончил Луцкое музыкальное училище как баянист (класс Короля В. А.) и дирижёр (класс Бокового Ю. И.). В 1998 — закончил Национальную музыкальную академию Украины им. П. И. Чайковского (Киев), ассистентуру-стажировку (2002, класс М. Давыдова), аспирантуру (2003, рук. М. Давыдов) при ней. Учился в Киевской духовной семинарии (1997).
2002 — баянист оркестра войск ПВО Украины, 2002—2015 — баянист Академического оркестра народной и популярной музыки Национального радио и телевидения Украины.
С 2000 — преподаватель, с 2003 — ст. преподаватель, с 2011 — доцент НМАУ им. П. И. Чайковского. Студенты класса Дубия А. А. завоевали многочисленные (более 80) лауреатские звания и Гран-При на всеукраинских (Дрогобыч, Киев, Луцк, Львов, Одесса, Севастополь) и международных конкурсах и фестивалях (Австралия, Англия, Босния и Герцеговина, Италия, Канада, Литва, Польша, Португалия, Сербия, Словацкая республика, США, Турция, Финляндия, Франция, Чешская Республика). Один из лучших Гафич Максим — лауреат знаковых Международных конкурсов «Coupe mondiale» («Кубок мира», Литва, 2018) і «Trophée mondial» («Трофей мира», Франция, 2017); Мосейчук Вячеслав — чемпион Межнародного музыкального чемпионата «Australian International Music Championships-2020» (Австралия, август 2020); «Trophée mondial» («Трофей мира», Франция, 2021, 2022); Music Competition «Accordeus» (Босния и Герцеговина, 2021); Грибан Евгений — лауреат XIV Międzynarodowy Festiwal Muzyki Akordeonowej w Przemyślu (Польша, 2015), VI Concorso Internazionale per Fisarmonicisti Classici e Variete «Citta di Lanciano» (Италия, 2006); Годлевский Владимир — лауреат VII International Festival «MUSIK WORLD» (Италия, 2004), II International Competotion in the In Name of VLADISLAV ZOLOTAREV (США, 2008); Семеляк Андрей — лауреат множества конкурсов как баянист и дирижёр, солист-баянист оркестра Национального заслуженного академического украинского народного хора Украины им. Григория Верёвки, руководитель Капеллы бандуристов при НМАУ им. П. И. Чайковского;
Участник многочисленных научно-практических конференций, семинаров, мастер-классов. Автор более 20 научных статей по вопросам музыкального исполнительства, истории и философии музыкального искусства, нумизматики.

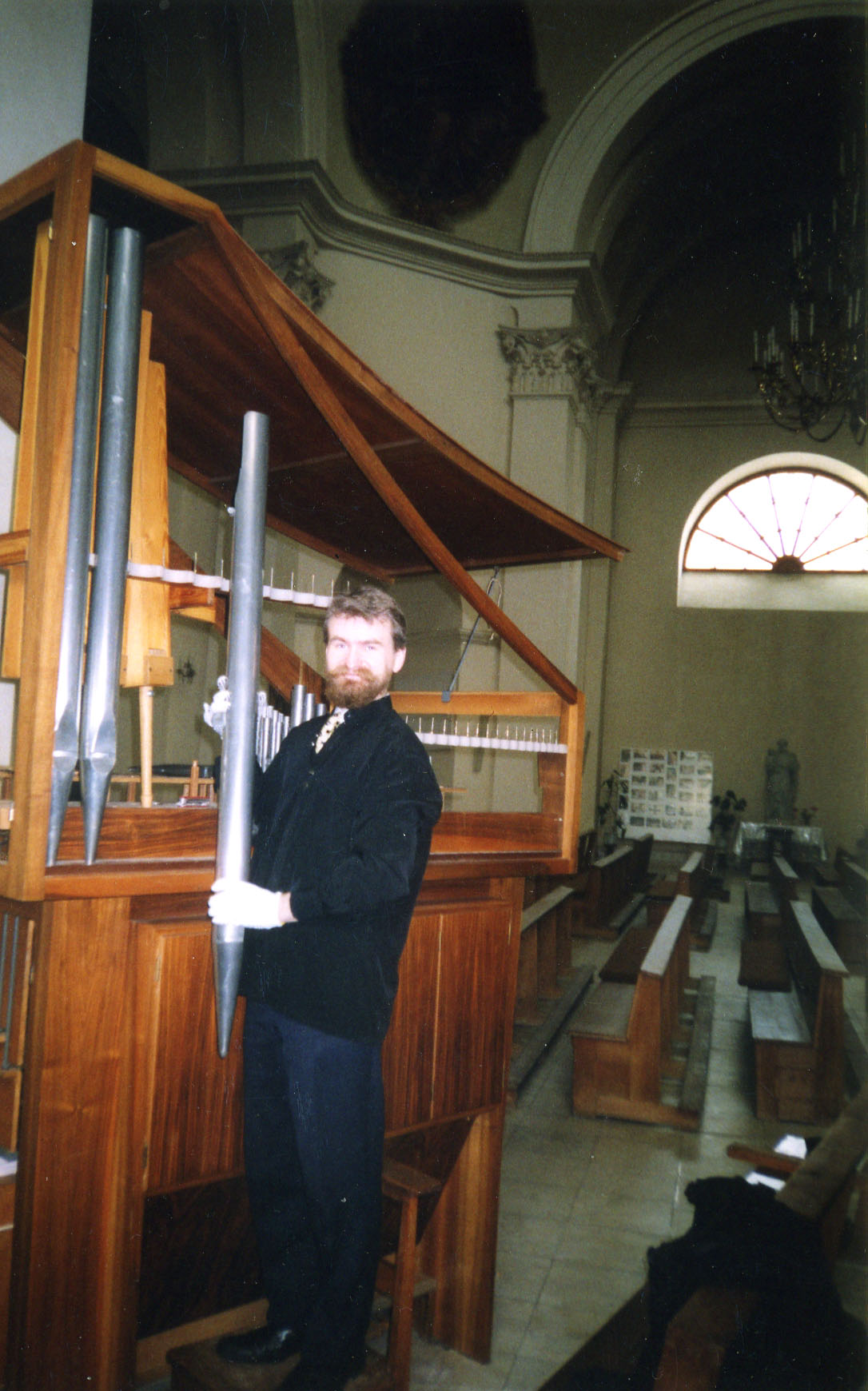
Демонтаж органа «Oberlinger» (Киев, костел Св. Александра, 2005)

Член организационного комитета органных фестивалей «Laudate Dominum omnes gentes» (Киев, 1.09.2002, 4—25.05.2004) и двух фестивалей литургий-месс (Киев, 1.05—3.06.2003, 6.10—14.12.2004), более 20 научно-практических конференций, автор Первой всеукраинской научной конференции «Синтез науки и искусства в музыке» (Киев, 2005), Первой международной научно-практической конференции-фестиваля «Звезды баянно-аккордеонного искусства» (Киев, 2006), цикла круглых столов на тему «Роль современного кинематографа в формировании музыканта» (Киев, 2008), цикла круглых столов на тему «Таланты и гении прошлого и современности» (Киев, 2011),
В 1995—1996 годы работал органным мастером НМАУ им. П. И. Чайковского. С 2002 по 2012 годы — органный мастер прокафедрального собора св. Александра (Киев). С 1996 — ассистент органиста в Национальном доме органной и камерной музыки Украины. С 2007— член ассоциации органистов и органных мастеров Украины. С 2007 — член ассоциации деятелей эстрадного искусства Украины. С 2018 — член творческого объединения «Портал независимых художников».

## Творчество
Как баянист давал концерты в Украине, России, Польше, Франции. Автор экспериментального ансамбля баян-орган (с засл.арт. Украины Ириной Харечко, орган). Автор переложений органной музыки для баяна.
Автор поэтических сборников «Несколько слов о Любви» (Киев, 2003) и «Неслучайные премудрости» (Киев, 2003). Печатался в газете «Литературная Украина» (Киев, 2009), в «Антологии современной украинской литературы» (Хмельницкий, 2015), «Энциклопедии современной литературы» (Хмельницкий, 2016), литературных и поэтических альманахах.

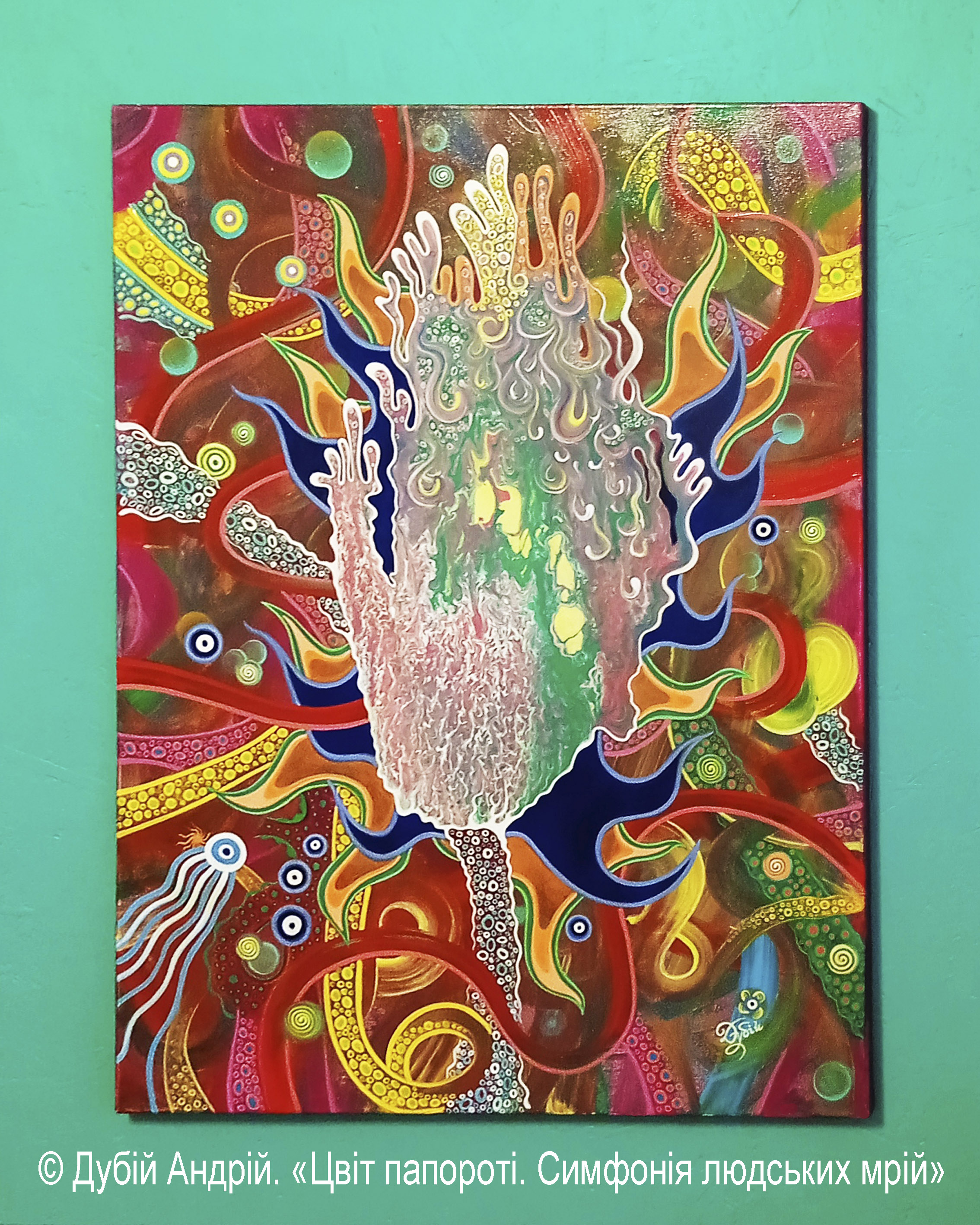
© Дубий Андрей. Авторская картина «Цветение папоротника. Симфония человеческих грёз» (акрил, 80х100)

Автор художественных работ «Весы жизни», «Земной крест», «Философия Жизни» (все — 2003), «Измерение любви» (2004), цикла картин «Метаморфозы цивилизации» (2017), «Мантра исцеления» (2017), «Цвет папоротника. Симфония человеческих грёз» (2018—2023), «Сонеты или сонаты. В поисках трансцендентных созвучий» (2018—2021), «Ритмы и акценты» (2018) и др.

## Награды
МУЗЫКАНТ
- Лауреат Всеукраинского конкурса баянистов им. В. Подгорного (Харьков, 1991).
- Лауреат Международного конкурса баянистов и аккордеонистов «Кубок Кривбасса» (Кривой Рог, 1995).
- 1 премия Международного фестиваля-конкурса «NORDIC FEST — 2021» (Хельсинки, Финляндия, 15-18.11.2021).
- Гран-При Международного инструментального конкурса «SYMFONIA KRAKOWSKA — 2022» (Польша-Украина, 16-22. 05. 2022).
- Гран-При Международного конкурса «A TAVASZ CSILLAGAI — STARS OF SPRING 2022» (Венгрия-Украина, 30. 05 — 04. 06. 2022).

ХУДОЖНИК
- Диплом 1-й степени «Свято-Георгиевского Международного Православного фестиваля-конкурса Культуры и Творчества» в номинации «Графические произведения» (Украина, Киев, 2013).
- Победитель Международного конкурса художников им. Павла Жердановича (2017).
- 1 премия XVI Международной выставки-конкурса современного искусства «Ukrainian Art Week / Топология современного искусства» в категории «Экспериментальная живопись», в номинации «Абстракция» за картину «Цвет папоротника. Симфония человеческих мечтаний» (Украина, Киев, Центральный Дом Художника, 14-19.03.2017).
- 1 премия конкурса «Всеобъемлющая коллекция» Портала независимых художников (Украина, Киев, 3.05.2018).
- 1 премия INTERNATIONAL ART COMPETITIONS «CASPI ART» в номинации «Изобразительное искусство и декоративно-прикладное творчество» (Турция, 3-17.10.2018).
- 1 премия INTERNATIONAL FESTIVAL «STARS OF OLYMPUS» в номинации «Прикладное и изобразительное искусство» (Украина-Греция, 10.07.2021).
- 1 премия Международного многожанрового фестиваля-конкурса «Триумф» в номинации «Изобразительное искусство / живопись» (Украина, Киев, 28.07.2021).
- 1 премия Канадско-украинского фестиваля «Торонто 2021» в номинации «Декоративно-прикладное и изобразительное искусство» (Канада, Торонто, 31.07.2021).
- 1 премия Международного конкурса «STARS OF GREECE — ΕΛΛΗΙΚΑ ΑΣΤΕΡΙΑ» в номинации «Изобразительное искусство» (Греция, Салоники, 5.08.2021).
- 1 премия Международного конкурса «AUSTRIAN STARS — AUSTRIA, WIEN 2021» в номинации «Изобразительное искусство» (Австрия, Вена, 17.08.2021).
- Гран-При «IX international competition for artists SOLOVIOV ART» в номинации «Живопись» (Украина, Киев, 24.08.2021).
- 1 премия Международного фестиваля-конкурса «SUNNY FEST 2021» в номинации «Изобразительное искусство» (Болгария-Македония, 27.08.2021).
- 1 премия Международного конкурса «INTERNATIONAL COMPETITION RAPSODIA POLSKA» в номинации «Изобразительное и декоративно-прикладное искусство» (Польша, Варшава, 12.09.2021).
- 1 премия Международного фестиваля-конкурса «ART FESTIVAL BUDAPEST 2021» в номинации «Изобразительное искусство» (Будапешт, Венгрия, 11-14.10.2021).
- 1 премия Международного фестиваля-конкурса «HUNGARY FEST 2021» в номинации «Изобразительное искусство» (Венгрия, 2.12.2021).
- Гран-При и Специальный Приз (аутентичная серебряная монета) «XII international competition for artists SOLOVIOV ART» в двух номинациях — «Графика» та «Живопись» (Украина, Киев, 16.12.2021).
- 1 премия Международного фестиваля-конкурса «POVESTE DE IARNA — WINTER STORY 2022» (Румыния, Бухарест, 18. 01. — 22. 01. 2022).
- Гран-При Всеукраинского конкурса декоративно-прикладного и изобразительного искусства «Слава Украине» (Украина, Луцк, 17-19. 05. 2022).
- 1 премия Четвёртого Всеукраинского конкурса изобразительного, декоративно-прикладного и современного искусства «Битва Жанров ART» (Киев, 6.06. 2022).
- 1 премия Международного фестиваля-конкурса «HORA DIN MOLDOVA» (Молдова-Украина, 27. 09. — 30. 09. 2022).
- 1 премия Международного конкурса искусств «PRAŽSKÁ SYMFONIE» (Прага, Чешская Республика, 18.05 – 25.05.2023).
- Гран-При Международного конкурса искусств «FIESTA FEST VALENCIA» (Валенсия, Испания, 22.05 – 30.05.2023).

ПОЭТ
- Обладатель «Хрустальной розы» лауреата Всеукраинского поэтического конкурса-вернисажа «Розы и виноград» им. М. Т. Рыльского (Киев, 1.12.2017).
- 1 премия Всеукраинского поэтического конкурса «Малахитовый носорог» в номинации «Яркое авторское выступление» (Винница, 2012).
- Лауреат Первого литературно-художественного конкурса им. Всеволода Нестайко в номинации «Поэзия» (Бердичев, 2.02.2019).
- 1 премия Всеукраинского конкурса авторской прозы и поэзии «ЯwriteR» в номинации «авторская поэзия / элегия» (27.07.2021).

ДРУГИЕ НАГРАДЫ
- Стипендиат Президента Украины (2001).
- Заслуженный деятель эстрадного искусства Украины (2011).
- Диплом Всеукраинской Премии «Гордость Независимой Украины 2021».
- Памятная медаль «30 ЛЕТ НЕЗАВИСИМОСТИ УКРАИНЫ» (2021).